# Hogesnelheidslijn Napels–Salerno

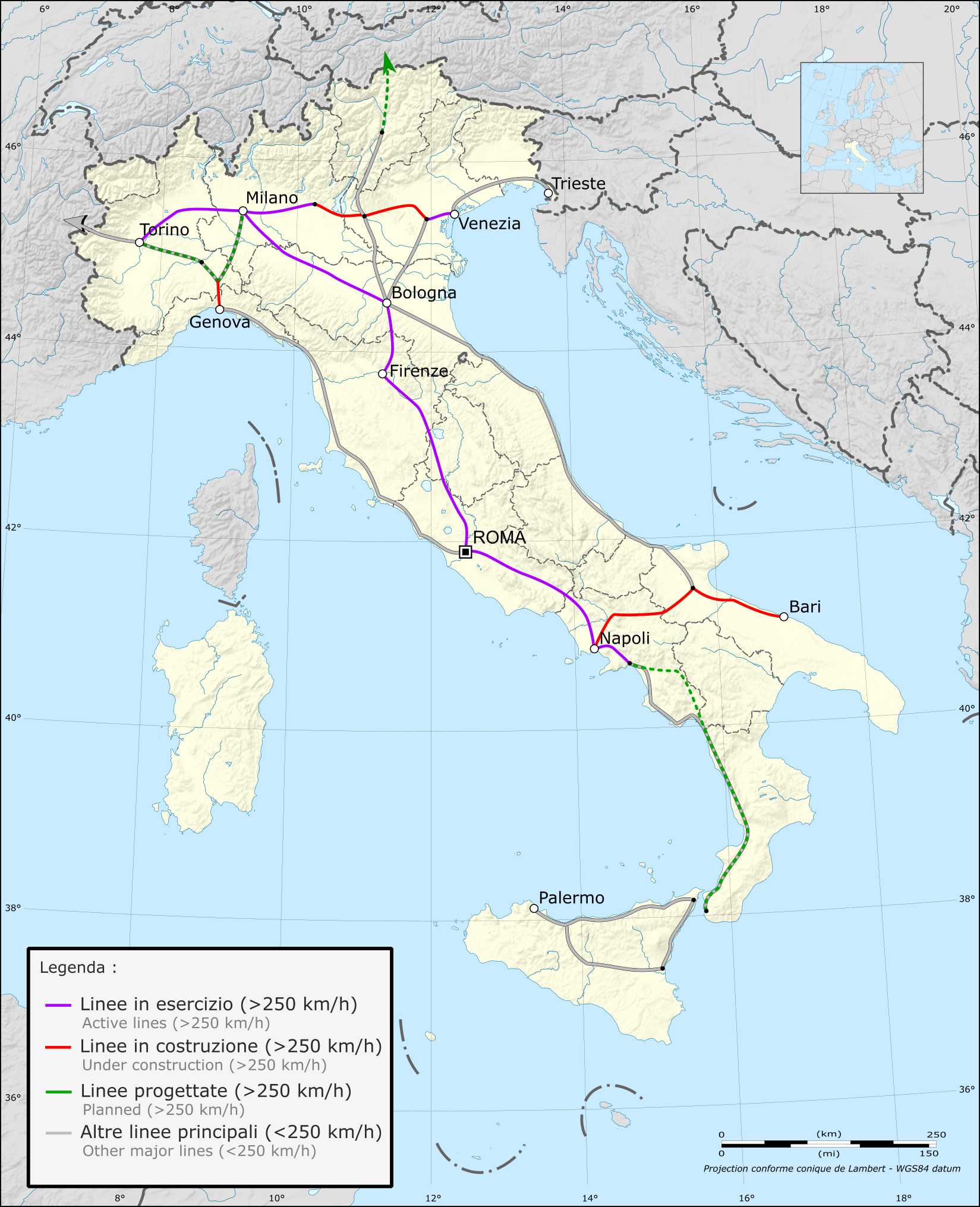
Netwerk van Italië

De hogesnelheidslijn Napels-Salerno (in het Italiaans ook bekend als de Linea a Monte del Vesuvio, wat 'de lijn over de Vesuvius' betekent) is een onderdeel van het Italiaanse hogesnelheidsnetwerk dat in juni 2008 werd geopend. De 29 kilometer lange lijn is een van de nieuwe hogesnelheidslijnen die worden aangelegd om het spoorwegsysteem in Italië te versterken, en met name het goederen- en personenvervoer in Campanië. De lijn maakt deel uit van Corridor 1 van het Trans-Europese hogesnelheidsnetwerk van de Europese Unie, dat Berlijn en Palermo met elkaar verbindt.

## Route en kenmerken
De nieuwe lijn werd in april 2008 voltooid met de elektrificatie ervan. De lijn werkt op 3 kV gelijkstroom, niet de 25 kV wisselstroom die op de meeste nieuwe hogesnelheidslijnen in Italië wordt gebruikt. In mei 2008 werd de lijn beschikbaar voor opleidingen en de maand daarop voor publieke operaties. De lijn zorgt voor een vermindering van de opstoppingen op de oude kustlijn van Napels naar Salerno.
De nieuwe lijn begint bij knooppunt Roma Est, waar treinen van de hogesnelheidslijn Rome-Napels zuidwaarts kunnen doorrijden naar knooppunt Casoria. Daar is een verbinding met het belangrijkste spoorwegknooppunt van Napels. De lijn loopt langs de steden Volla, Pomigliano d'Arco, Sant'Anastasia, Somma Vesuviana, Nola, Ottaviano, San Gennaro Vesuviano, Palma Campania, Poggiomarino en Striano, door een reeks kleine tunnels en verhoogde gedeelten, en bereikt uiteindelijk de gemeente San Valentino Torio, waar ze bij knooppunt Sarno aansluit op het einde van de lijn vanuit Sarno.
Dankzij de nieuwe lijn kunnen hogesnelheidstreinen Napels omzeilen sinds de opening van het gedeelte tussen knooppunt Roma Est en het nieuwe station Napoli Afragola in juni 2017. Vanaf juni 2008 worden de meeste Trenitalia Eurostar Italia-, Intercity- en Intercity Plus-treinen tussen Napels en Salerno over de nieuwe lijn geleid. Hierdoor kunnen er meer forensentreinen op de oude kustlijn rijden in het kader van een project voor de ontwikkeling van een "regionale metro" in Campanië.
Het traject is 29 km lang en treinen kunnen er rijden aan 250 km/h.